# Gold (chanson de Chet Faker)
Pour les articles homonymes, voir Gold.
Singles de Chet Faker
1998
(2014)
Gold est le troisième single du chanteur australien Chet Faker issu de son premier album, Built on Glass. Le single sort le 2 juin 2014 sur le label Future Classic.

## Liste des pistes
| 1. | Gold                | 4:45 |
| 2. | Gold (Flume rework) | 4:27 |

## Classements
| Classement (2014)                      | Meilleure position |
| -------------------------------------- | ------------------ |
| Australie (ARIA)                       | 40                 |
| Australie (Independent Singles, AIR)   | 5                  |
| Belgique (Flandre Ultratop 50 Singles) | 51                 |
| États-Unis (Alternative Songs)         | 32                 |

## Historique des sorties
| Pays      | Date        | Format                 | Label          |
| --------- | ----------- | ---------------------- | -------------- |
| Australie | 2 juin 2014 | Téléchargement digital | Future Classic |